# Филин (станция визуально-оптических помех)

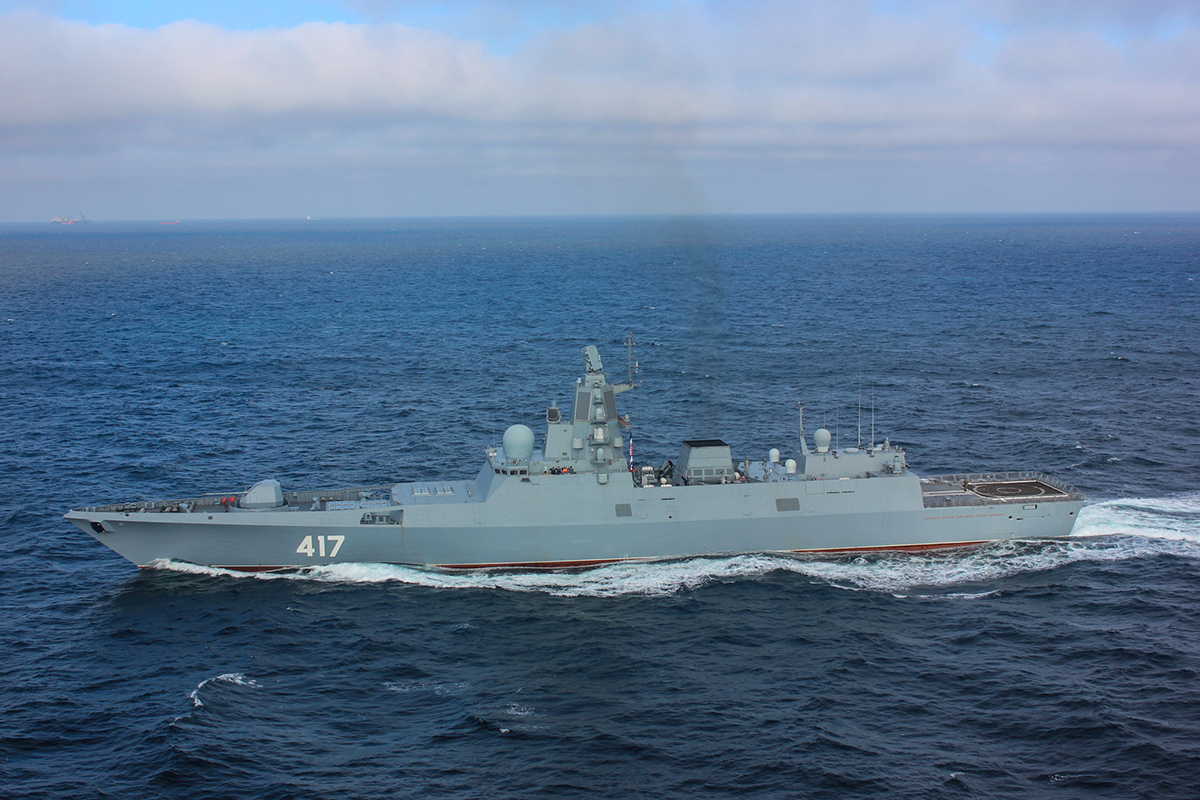
Фрегат «Адмирал флота Советского Союза Горшков», на котором установлена станция «Филин»

5П-42 «Филин»  —  станция визуально-оптических помех. Данная система гипотетически способна ослепить противника и вызвать у него галлюцинации. Утверждается, что эффект должен происходить за счет низкочастотных колебаний яркости, которые возбуждают зрительные нервы.

## Основные сведения
Станция "Филин" разработана АО "Опытный завод "Интеграл" (входит в "Росэлектронику").
Она предназначена для подавления в ночное и сумеречное время визуально-оптических и оптико-электронных каналов наблюдения и прицеливания стрелкового оружия, а также оружия ближнего боя, применяемых против надводных кораблей и катеров ВМФ.
Действие станции основывается на модуляции яркости светового излучения. Низкочастотные колебания яркости излучения за счет возбуждения зрительных нервов вызывают временные обратимые расстройства органов зрения.
Испытателями из числа добровольцев отмечалась невозможность вести прицельную стрельбу из стрелкового оружия по мишеням, прикрываемым станцией, при размещении станции на дальности до 2 тыс. метров от позиций стрелков из-за того, что «цель не видно». 20 % добровольцев отмечали галлюциногенный эффект воздействия, описанный как «пятно света плавает перед глазами», и 45 % участников испытаний жаловались на головокружение, тошноту, признаки дезориентации в пространстве.
Излучение станции в видимом и части инфракрасного спектрах в комбинации с высокочастотной модуляцией яркости позволяет на дальности до 5 тыс. метров эффективно подавлять приборы ночного видения, лазерные дальномеры инфракрасного диапазона, системы наведения противотанковых управляемых ракет.
Станции «Филин» уже установили[когда?] на фрегатах «Адмирал флота Советского Союза Горшков» и «Адмирал флота Касатонов», на этих кораблях установлены по два комплекта станции. Аналогичное оборудование будет установлено[когда?] еще на два фрегата проекта 22350, строительство которых уже ведется на судостроительном заводе «Северная верфь».

## Критика
Станция неэффективна против современных[уточнить] авиационных средств поражения, БПЛА и противокорабельных ракет
По данным The Popular Mechanics, станция неэффективна в отношении операторов большинства современных[уточнить] ракетных комплексов
По мнению сотрудника Института мозга человека РАН, система 5П-42 «Филин», скорее всего, неэффективна и «для защиты от такого воздействия достаточно закрыть один глаз»